# Alex Molenaar (acteur)
 (janvier 2019).
Si vous disposez d'ouvrages ou d'articles de référence ou si vous connaissez des sites web de qualité traitant du thème abordé ici, merci de compléter l'article en donnant les références utiles à sa vérifiabilité et en les liant à la section « Notes et références ».
Cet article concerne l'acteur. Pour le coureur cycliste, voir Alex Molenaar (cyclisme).
Alex Molenaar, né le 7 septembre 1990 à Haarlem, est un acteur néerlandais.

## Filmographie

### Cinéma et téléfilms
- 2010 : Het Huis Anubis en de terugkeer van Sibuna! (nl) : Pim Versteeg
- 2010 : Het Huis Anubis: De Vijf en de Toorn van Balor (nl) : Pim Versteeg
- 2010-2011 : Het Huis Anubis en de Vijf van het Magische Zwaard (nl) : Pim Versteeg

## Théâtre
- 2006 : Zonder Gekheid
- 2007 : Fausto & Giulia
- 2008 : Rouwkost
- 2009 : Jan Rap en zijn maat
- 2010 : Het mysterie van het verborgen symbool
- 2011 : Het geheim van de verloren ziel
- 2017 : Breivik